# La Grimaudière
La Grimaudière est une commune du Centre-Ouest de la France, située dans le département de la Vienne en région Nouvelle-Aquitaine.

## Géographie
En Haut-Poitou, dans le nord-ouest du département de la Vienne, La Grimaudière est une commune arrosée par la Dive. Deux autres communes lui sont associées : Notre-Dame-d'Or et Verger-sur-Dive.
Le climat est océanique avec des étés tempérés.

### Communes limitrophes
| Moncontour (par l'enclave de Saint-Chartres) | Marnes (Deux-Sèvres) | Saint-Jean-de-Sauves |
| Assais-les-Jumeaux (Deux-Sèvres)             | La Grimaudière       | Mazeuil              |
|                                              | Craon                |                      |

### Climat
Pour des articles plus généraux, voir Climat de la Nouvelle-Aquitaine et Climat de la Vienne.
Historiquement, la commune est exposée à un climat océanique du nord-ouest.  
En 2020, Météo-France publie une typologie des climats de la France métropolitaine dans laquelle la commune est exposée à un climat océanique altéré et est dans la région climatique  Poitou-Charentes, caractérisée par un bon ensoleillement, particulièrement en été et des vents modérés.
Pour la période 1971-2000, la température annuelle moyenne est de 12 °C, avec une amplitude thermique annuelle de 14,9 °C. Le cumul annuel moyen de précipitations est de 675 mm, avec 11 jours de précipitations en janvier et 6,7 jours en juillet. Pour la période 1991-2020, la température moyenne annuelle observée sur la station météorologique la plus proche, située dans la commune de Martaizé à 12,6 km à vol d'oiseau, est de 0,0 °C et le cumul annuel moyen de précipitations est de 0,0 mm,. Pour l'avenir, les paramètres climatiques de la commune estimés pour 2050 selon différents scénarios d’émission de gaz à effet de serre sont consultables sur un site dédié publié par Météo-France en novembre 2022.

## Urbanisme

### Typologie
Au 1er janvier 2024, La Grimaudière est catégorisée commune rurale à habitat dispersé, selon la nouvelle grille communale de densité à sept niveaux définie par l'Insee en 2022.
Elle est située hors unité urbaine et hors attraction des villes,.

### Occupation des sols
L'occupation des sols de la commune, telle qu'elle ressort de la base de données européenne d’occupation biophysique des sols Corine Land Cover (CLC), est marquée par l'importance des territoires agricoles (95,8 % en 2018), une proportion identique à celle de 1990 (95,8 %). La répartition détaillée en 2018 est la suivante : 
terres arables (84,5 %), zones agricoles hétérogènes (11,3 %), zones urbanisées (2,1 %), forêts (2,1 %). L'évolution de l’occupation des sols de la commune et de ses infrastructures peut être observée sur les différentes représentations cartographiques du territoire : la carte de Cassini (XVIIIe siècle), la carte d'état-major (1820-1866) et les cartes ou photos aériennes de l'IGN pour la période actuelle (1950 à aujourd'hui).

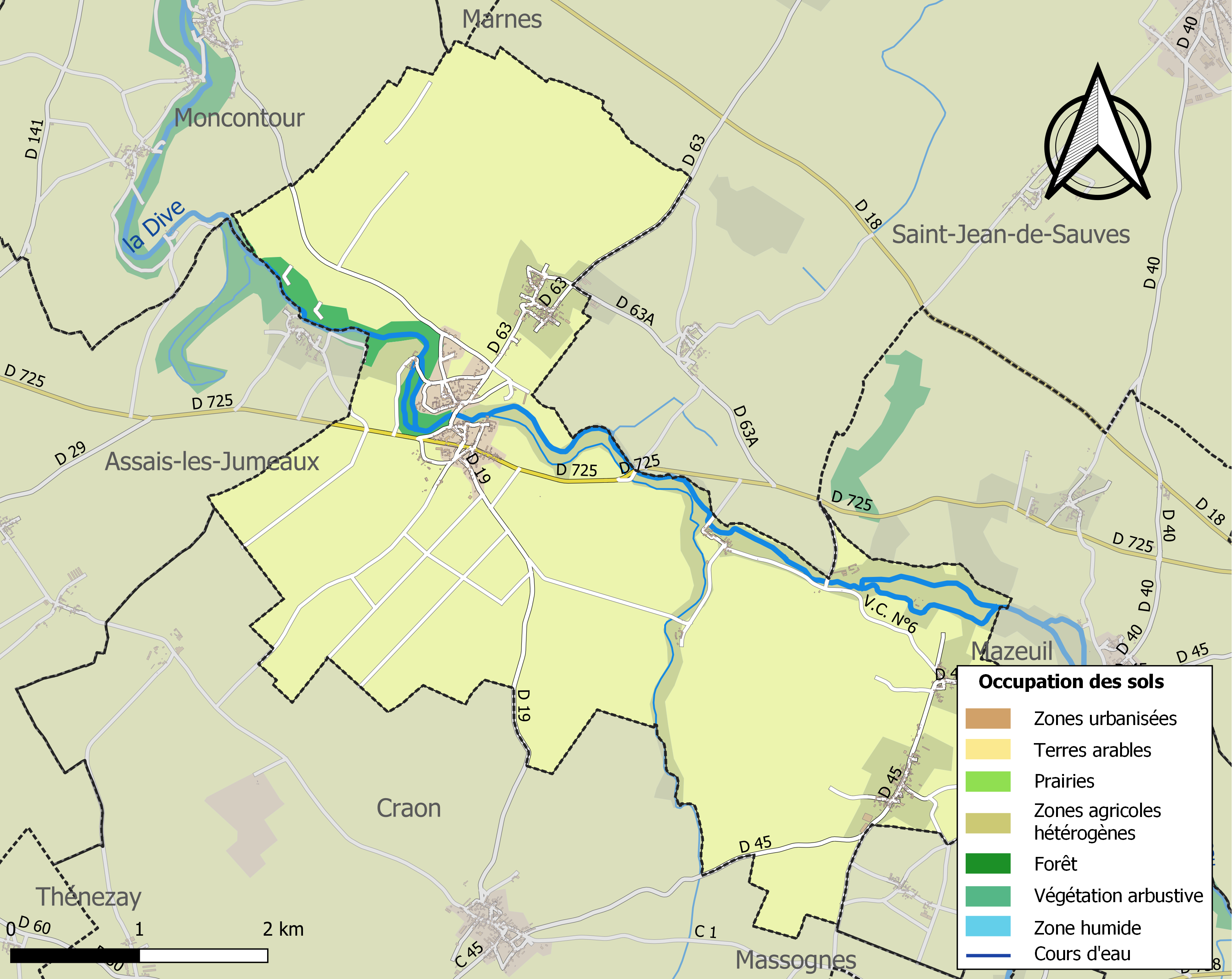
Carte des infrastructures et de l'occupation des sols de la commune en 2018 (CLC).

### Risques majeurs
Le territoire de la commune de La Grimaudière est vulnérable à différents aléas naturels : météorologiques (tempête, orage, neige, grand froid, canicule ou sécheresse), inondations, mouvements de terrains et séisme (sismicité modérée). Il est également exposé à un risque technologique,  le transport de matières dangereuses. Un site publié par le BRGM permet d'évaluer simplement et rapidement les risques d'un bien localisé soit par son adresse soit par le numéro de sa parcelle.

#### Risques naturels
Certaines parties du territoire communal sont susceptibles d’être affectées par le risque d’inondation par débordement de cours d'eau, notamment la Dive. La commune a été reconnue en état de catastrophe naturelle au titre des dommages causés par les inondations et coulées de boue survenues en 1982, 1999 et 2010,.

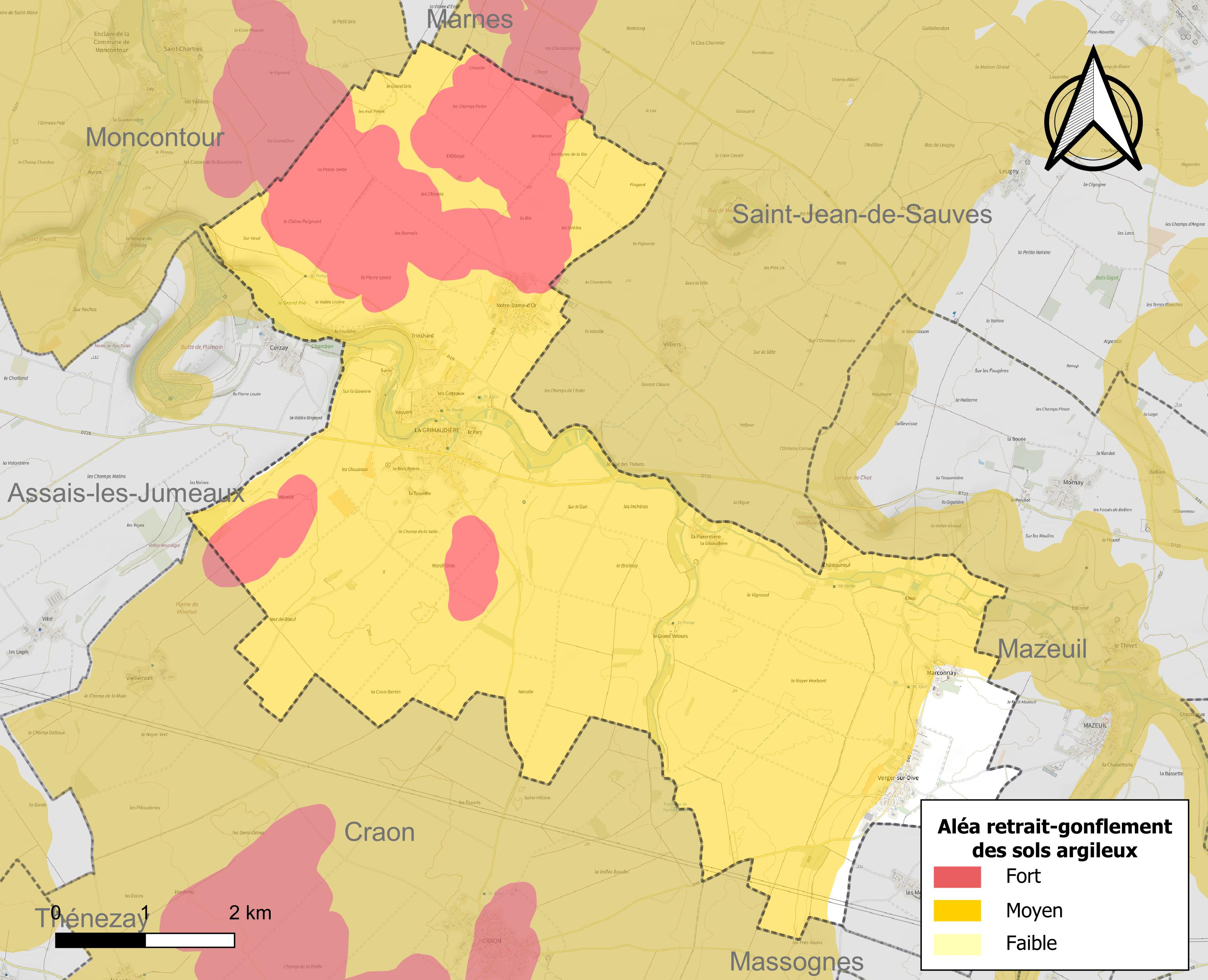
Carte des zones d'aléa retrait-gonflement des sols argileux de La Grimaudière.

Les mouvements de terrains susceptibles de se produire dans la commune sont des affaissements et effondrements liés aux cavités souterraines (hors mines) et des tassements différentiels. Afin de mieux appréhender le risque d’affaissement de terrain, un inventaire national permet de localiser les éventuelles cavités souterraines dans la commune. Le retrait-gonflement des sols argileux est susceptible d'engendrer des dommages importants aux bâtiments en cas d’alternance de périodes de sécheresse et de pluie. 94,8 % de la superficie communale est en aléa moyen ou fort (79,5 % au niveau départemental et 48,5 % au niveau national). Depuis le 1er octobre 2020, en application de la loi ÉLAN, différentes contraintes s'imposent aux vendeurs, maîtres d'ouvrages ou constructeurs de biens situés dans une zone classée en aléa moyen ou fort,.
La commune a été reconnue en état de catastrophe naturelle au titre des dommages causés par des mouvements de terrain en 1999 et 2010.

## Toponymie
Le nom de la commune dériverait du nom de la famille Grimaud, par lequel le lieu a été désigné sous la forme de Paganus Grimaudi en 1219, puis Grimauderia à partir de 1282.

## Histoire
À la suite d'un arrêté préfectoral du 29 juin 1972, La Grimaudière entre en fusion-association le 1er janvier 1973 avec celles de Notre-Dame-d'Or et Verger-sur-Dive qui deviennent associées à La Grimaudière.

## Politique et administration

### Liste des maires
| Période | Période        | Identité       | Étiquette | Qualité |
| ------- | -------------- | -------------- | --------- | ------- |
| 1995    | septembre 2013 | André Gonnord, |           |         |

### Instances judiciaires et administratives
La commune relève du tribunal d'instance de Poitiers, du tribunal de grande instance de Poitiers, de la cour d'appel  Poitiers, du tribunal pour enfants de Poitiers, du conseil de prud'hommes de Poitiers, du tribunal de commerce de Poitiers, du tribunal administratif de Poitiers et de la cour administrative d'appel  de  Bordeaux,  du tribunal des pensions de Poitiers, du tribunal des affaires de la Sécurité sociale de la Vienne, de la cour d’assises de la Vienne.

### Services publics
Les réformes successives de La Poste ont conduit à la fermeture de nombreux bureaux de poste ou à leur transformation en simple relais. Toutefois, la commune a pu maintenir le sien.

## Démographie
L'évolution du nombre d'habitants est connue à travers les recensements de la population effectués dans la commune depuis 1793. Pour les communes de moins de 10 000 habitants, une enquête de recensement portant sur toute la population est réalisée tous les cinq ans, les populations de référence des années intermédiaires étant quant à elles estimées par interpolation ou extrapolation. Pour la commune, le premier recensement exhaustif entrant dans le cadre du nouveau dispositif a été réalisé en 2007.

En 2022, la commune comptait 396 habitants, en évolution de +2,33 % par rapport à 2016 (Vienne : +0,6 %, France hors Mayotte : +2,11 %).
| 1793 | 1800 | 1806 | 1821 | 1831 | 1836 | 1841 | 1846 | 1851 |
| ---- | ---- | ---- | ---- | ---- | ---- | ---- | ---- | ---- |
| 250  | 277  | 260  | 270  | 275  | 274  | 267  | 280  | 267  |

| 1856 | 1861 | 1866 | 1872 | 1876 | 1881 | 1886 | 1891 | 1896 |
| ---- | ---- | ---- | ---- | ---- | ---- | ---- | ---- | ---- |
| 283  | 280  | 307  | 335  | 351  | 361  | 373  | 350  | 349  |

| 1901 | 1906 | 1911 | 1921 | 1926 | 1931 | 1936 | 1946 | 1954 |
| ---- | ---- | ---- | ---- | ---- | ---- | ---- | ---- | ---- |
| 350  | 336  | 330  | 321  | 299  | 312  | 337  | 315  | 339  |

| 1962 | 1968 | 1975 | 1982 | 1990 | 1999 | 2006 | 2007 | 2012 |
| ---- | ---- | ---- | ---- | ---- | ---- | ---- | ---- | ---- |
| 290  | 284  | 480  | 467  | 459  | 402  | 393  | 392  | 377  |

| 2017 | 2022 | - | - | - | - | - | - | - |
| ---- | ---- | - | - | - | - | - | - | - |
| 397  | 396  | - | - | - | - | - | - | - |

En 2008,selon l'Insee, la densité de population de la commune était de 20 hab./km2, 61 hab./km2 pour le département, 68 hab./km2 pour la région Poitou-Charentes et 115 hab./km2 pour la France.

## Économie
Selon la direction régionale de l'Alimentation, de l'Agriculture et de la Forêt de Poitou-Charentes, il n'y a plus que 23  exploitations agricoles en 2010 contre 31 en 2000.
Les surfaces agricoles utilisées ont diminué et sont passées de 1 946 hectares en 2000 à 1 826 hectares en 2010. 64 % sont destinées à la culture des céréales (blé tendre essentiellement mais aussi orges et maïs), 21 % pour les oléagineux (colza et tournesol), 1 % pour les protéagineux (pois), 3 % pour le fourrage et moins de 1 % en herbes. En 2010, un hectare (3 en 2000) est consacré à la vigne.
Quatre exploitations en 2010 (contre sept en 2000) abritent un élevage de chèvres (1 422 têtes en 2010 contre 2 113 têtes). C’est encore un des troupeaux importants de caprins du département de la Vienne (74 500 têtes en 2011) qui est le deuxième département pour l’élevage des chèvres derrière le département des Deux-Sèvres.
Les élevages de bovins et d'ovins ont disparu en 2010 (respectivement 69 têtes sur trois fermes et 16 têtes sur quatre exploitations en 2000).

## Culture locale et patrimoine

### Lieux et monuments
- L'église Saint-Cybard se dresse au cœur du village, non loin de la source et de l'ancien château. Une tourelle extérieure abrite l'escalier du clocher. Le clocher-mur soutient deux cloches. La plus ancienne date de 1780 et a été baptisée Saint Cybard. Elle pèse 88 kg et sonne mi. La deuxième pèse 125 kg et date de 1967. Elle sonne ré. Le mur latéral nord possède deux contreforts. Le mur sud est orné d'une corniche romane à modillons présentant les sept péchés capitaux. L'unique nef est entièrement voutée en ogive. Elle comporte trois travées. Elle se termine par un chœur et une abside romane. Treize vitraux éclairent l'édifice. Le plus ancien date du XIXe siècle. Sept d'entre eux ont été inaugurés en 1992. Ils sont du maître verrier Rouillard. Depuis le jubé, des peintures du XIXe siècle couvrent les trois voûtes. L'église est inscrite comme Monument Historique depuis 1926.
- L'église de Notre-Dame-de-Notre-Dame-d'Or est d'origine romane. Elle a été fortement remaniée à la suite d'un incendie. Le clocher-mur abrite deux cloches, l'une date de 1858 et l'autre de 1989. La statue de la Vierge située au-dessus du portail date de l'an 2000. Elle remplace une statue polychrome qui est, maintenant, installée dans l'église. Les deux travées du chœur sont classées Monument Historique depuis 1942. Deux colonnes romanes sont surmontées de chapiteaux. L'un d'eux est orné de feuilles d'acanthe et l'autre de deux sirènes hybrides à tête barbue et corps d'oiseaux. Ce dernier est classé comme Monument Historique depuis 1942. L'église abrite trois retables du XVIIe siècle en calcaire. Le retable du maître-autel est dédié à l'Assomption de la Vierge. Les deux autres représentent la Pentecôte et l'Ascension.
- L'église de la Grimaudière est inscrite comme Monument Historique depuis 1926.
- Les plaines du Mirebalais et du Neuvillois sont classées comme zones naturelles d'intérêt écologique, faunistique et floristique (ZNIEFF)[29]

### Articles de Wikipédia
- Liste des communes de la Vienne
- Anciennes communes de la Vienne

## Sources